# Bente Lay
Bente Lay (* 11. Juni 1971 in Oslo) ist eine norwegische Schauspielerin und Sprecherin.

## Leben
Ihre Kindheit und Jugend verbrachte Lay in Åros, Norwegen. Ende der 1980er Jahre zog sie um nach München, wo sie zuerst eine Ausbildung als Fremdsprachenkorrespondentin für Französisch und Italienisch absolvierte und anschließend eine Lehre als Speditionskauffrau machte.
1992 hatte sie ihren ersten Auftritt als Schauspielerin in dem Stück Der Belagerungszustand von Albert Camus in der Black Box in München. Neben weiteren Auftritten mit der Theatergruppe Spielstatt arbeitete sie weiter als Speditionskauffrau, bevor sie 1997 die Ausbildung als Schauspielerin am Münchner Schauspielstudio begann. Die Ausbildung beendete sie im Februar 2000 erfolgreich, im Juni 2000 folgte die ZBF-Prüfung und die Aufnahme in die ZBF (heute ZAV) als Schauspielerin.
Bente Lay arbeitet für Film, TV und Theater, sowie als internationale Sprecherin und Model.
Die viel gereiste Schauspielerin arbeitet seit ein paar Jahren auch vermehrt als Sprecherin, sowohl in ihren Muttersprachen Norwegisch und Deutsch, wie auch für Englisch und Französisch. Dazu kommen weitere Sprachkenntnisse in Italienisch, Spanisch und Portugiesisch.
Bente Lay wird von der ZAV in München vertreten.

## Filmografie (Auswahl)
- 1996: Der König von St. Pauli (Nebenrolle) von Dieter Wedel
- 2000: Streit um Drei
- 2000: Traumtänzer (Kinospielfilm) (Hauptrolle) von Johannes Maria Brunner
- 2006: Gwendolyn (TV-Film)
- 2007: Am Rande (Kinospielfilm)
- 2009: Wildbachtoni – der Schwank (Kurzfilm) von Richard Westermeier
- 2009: K11 – Kommissare im Einsatz
- 2011: Höfliches Benehmen am Urlaubsort (Kurzfilm) von Matthias Widmann
- 2013: Meine Freundin, ihre Familie und ich (TV-Serie, durchgehende Hauptrolle)
- 2014: Anja 98, Aktenzeichen XY ungelöst